# Saint-Mard-lès-Rouffy
Saint-Mard-lès-Rouffy is een gemeente in het Franse departement Marne (regio Grand Est) en telt 139 inwoners (2004). De plaats maakt deel uit van het arrondissement Epernay.

## Geografie
De oppervlakte van Saint-Mard-lès-Rouffy bedraagt 7,2 km², de bevolkingsdichtheid is 19,3 inwoners per km².
De onderstaande kaart toont de ligging van Saint-Mard-lès-Rouffy met de belangrijkste infrastructuur en aangrenzende gemeenten.

## Demografie
Onderstaande figuur toont het verloop van het inwonertal (bron: INSEE-tellingen).